# Caudron C.430
Le Caudron C.430 « Rafale » est un monoplan biplace (ou monoplace en condamnant la place avant) de Grand Tourisme construit par la société Caudron-Renault. Il a été imaginé par Marcel Riffard pour l'entraînement des pilotes devant utiliser les machines de course comme le Caudron C.362.
Sa construction est similaire à celle des avions de vitesse construits par Caudron à l'époque : structure en bois, fuselage entoilé. Le train d'atterrissage est fixe.

## Caractéristiques
L'avion est conçu pour permettre l'entraînement des pilotes sur une machine similaire aux avions de course et de records de l'époque, tout en étant plus sûr. La surface alaire est augmentée à 9 m2 (contre 7 m2 sur le C.362), ce qui permet de limiter la charge alaire.
Le moteur Renault Bengali 4Pdi de 120 ch entraîne une hélice Ratier automatique à deux positions.

## Historique
Seuls deux exemplaires biplaces sont connus en France :

### F-AMVA
Le premier exemplaire, n/c 6885, immatriculé F-AMVA, fait son premier vol le 22 mars 1934.
Le 30 mars 1934, Raymond Delmotte bat le record international de vitesse sur 100 km pour un avion de moins de 560 kg à vide, à 292,018 km/h.
Lors de la Coupe Deutsch de la Meurthe 1935, le F-AMVA remotorisé avec un moteur Renault 438 de 180 ch est engagé pour remplacer le C.560 qui n'est pas prêt à temps. L'avion subit une panne du groupe motopropulseur et ne peut finir la course.
Il est par la suite remotorisé avec un Renault 4Pei de 140 ch.

### F-AMVB
L'histoire du F-AMVB (n/c 6886) est moins connue, jusqu'au 30 novembre 1934, quand Hélène Boucher trouve la mort à Guyancourt lors d'un vol d'entraînement à ses commandes.
La réplique du Caudron C-430 Rafale a été construite par Monsieur Jean Precetti, avec les élèves du lycée technique Roosevelt de Reims. Elle est aujourd'hui exposée au musée d'Angers,.
YR-ADD
Un exemplaire  Rafale C 430 monoplace a été acheté et piloté par le prince Constantin Cantacuzino avec lequel il gagna la coupe Bibesco à Bucarest en 1935